# Presidio (Texas)
Presidio è una città della contea di Presidio, Texas, Stati Uniti. La popolazione era di 3 264 abitanti al censimento del 2020.

## Geografia fisica
Secondo l'Ufficio del censimento degli Stati Uniti, ha una superficie totale di 2,57 mi² (6,66 km²).
Situata sul Rio Grande (noto con il nome di Río Bravo del Norte in Messico), confina con la città di Ojinaga, nello Stato di Chihuahua, al confine tra il Messico e gli Stati Uniti.
Presidio si trova sulla Farm to Market Road 170 e U.S. Route 67, a 29 km a sud di Shafter. Inoltre, dista 400 km a sud-est di El Paso, 390 km a sud-ovest di Odessa e 233 km a nord-est della città di Chihuahua.

## Storia
I primi abitanti a stabilirsi nell'odierna Presidio furono gli spagnoli nel 1535, quando Álvar Núñez Cabeza de Vaca e un gruppo di uomini fondarono nelle vicinanze un villaggio chiamato La Junta de las Cruces. Nel 1582, Antonio de Espejo acquistò i terreni e cambiò la denominazione dell'insediamento in San Juan Evangelista. Nel 1830, assunse l'attuale denominazione, ovvero Presidio del Norte. Un ufficio postale fu istituito nel 1868 e nel 1887 venne inaugurata la prima scuola. Nel 1930, la città venne raggiunta dal servizio ferroviario tramite la Kansas City, Mexico and Orient Railway.

## Società

### Evoluzione demografica
Secondo il censimento del 2020, la popolazione era di 3 264 abitanti.